# Alin Lițu
Alin Constantin Lițu (* 22. Oktober 1986 in Craiova, Kreis Dolj) ist ein ehemaliger rumänischer Fußballspieler. Der Stürmer bestritt insgesamt 93 Spiele in der Liga 1. In den Jahren 2005 und 2006 gewann er mit Steaua Bukarest die rumänische Meisterschaft.

## Vereinskarriere
Lițu spielt seit 2004 in der ersten Mannschaft von Steaua Bukarest. Er gab sein Debüt in der Divizia A am 8. Mai 2005 gegen Oțelul Galați. Das Spiel ging mit 0:1 verloren. Um Spielpraxis zu sammeln, wurde er für die Saison 2006/07 an den Ligakonkurrenten Jiul Petroșani verliehen. Er kam dort auch nicht regelmäßig zum Einsatz und konnte kein Tor erzielen. Am Saisonende stieg er mit dem Klub ab. Nach seiner Rückkehr lieh ihn Steaua erneut aus – diesmal an Gloria Buzău, wo er regelmäßig eingesetzt wurde. Obwohl die Ausleihe für zwei Jahre angesetzt war, holte ihn Steaua schon in der Winterpause 2008/09 zurück. In der Rückrunde kam er auf acht Einsätze.
Im Sommer 2009 vereinbarte Steaua erneut ein Leihgeschäft. In der Hinrunde 2009/10 spielte Lițu für den zyprischen Klub ASIL Lysi. Schon in der Winterpause 2009/10 nahm ihn der rumänische Erstligist Gaz Metan Mediaș unter Vertrag. Dort schloss er die Saison 2010/11 mit der Qualifikation zur Europa League ab. Ab Sommer 2012 war er 18 Monate ohne Verein, ehe ihn der FC Universitatea Craiova verpflichtete. Dort beendete er im Jahr 2014 seine Laufbahn.

## Erfolge
- Rumänischer Meister (2): 2004/05, 2005/06